# 耶斯特里克蘭
耶斯特里克蘭（瑞典語：Gästrikland）是位於瑞典北部諾爾蘭地區的一個舊省之一。耶斯特里克蘭是諾爾蘭最南端的一個省份。

## 外部連結
- 耶斯特里克蘭觀光 （页面存档备份，存于）